# Marktstraße 13/15 (Buchen/Odenwald)

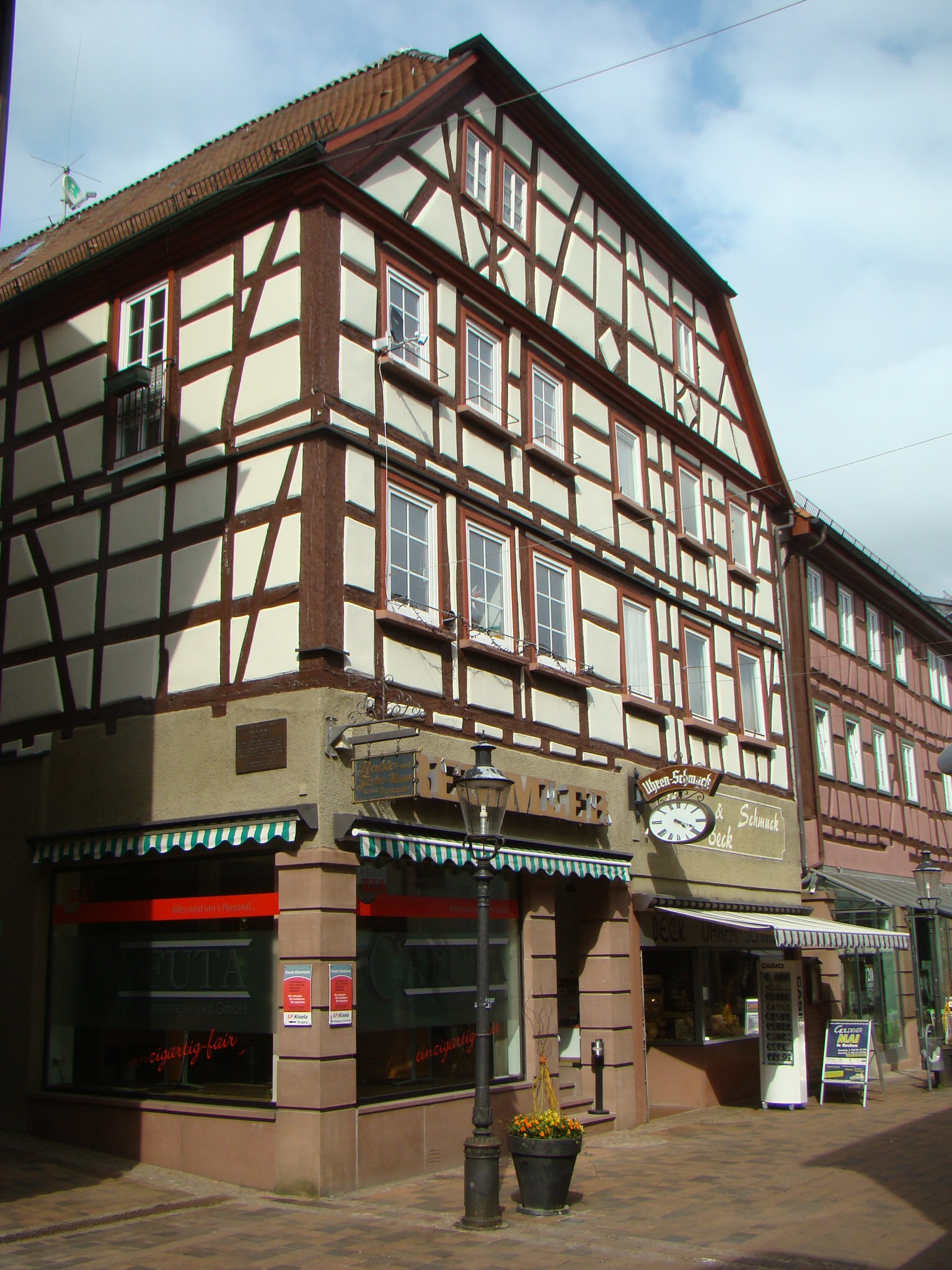
Fachwerkhaus Marktstraße 13/15 in Buchen

Das Gebäude Marktstraße 13/15 in Buchen, einer Stadt im Neckar-Odenwald-Kreis in Baden-Württemberg, wurde wohl im 18. Jahrhundert errichtet. Das Wohn- und Geschäftshaus ist ein geschütztes Kulturdenkmal.
Das dreigeschossige Doppelhaus wurde in Fachwerkbauweise ausgeführt. Es steht giebelseitig zur Hauptgeschäftsstraße und besitzt ein Krüppelwalmdach. Das Erdgeschoss wurde mit Ladeneinbauten modern verändert.
Das Gebäude ist das Geburtshaus des Mundartdichters Jakob Mayer.